# 卡尔斯鲁厄体育俱乐部

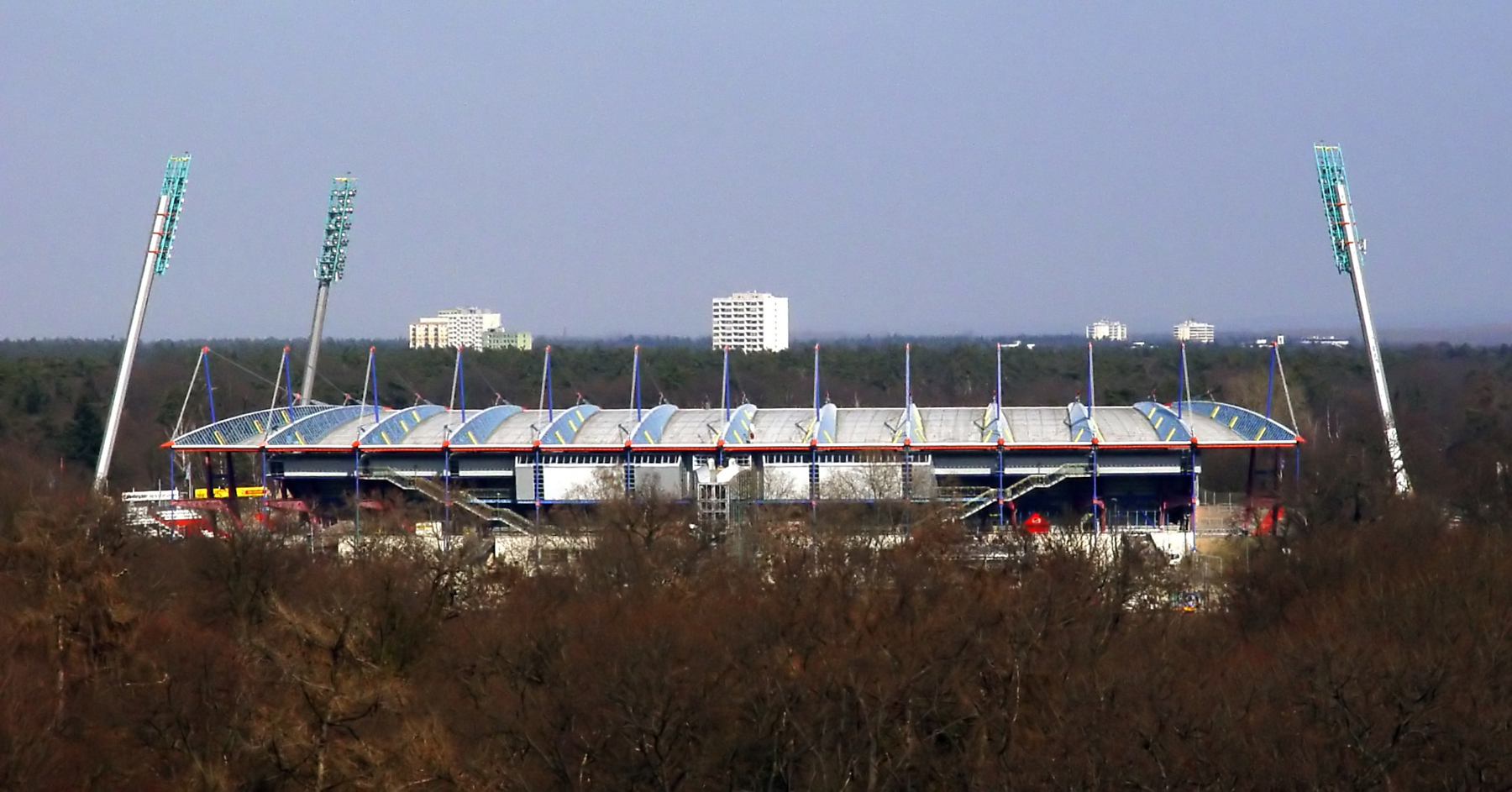
维尔德公园球场

（簡稱KSC），是位於德國西南部巴登-符腾堡第二大城市卡尔斯鲁厄的足球俱乐部，拥有8,433名成员（截至2019年7月1日），是該市最大的体育协会。
现俱乐部产生于在1952年卡尔斯鲁厄凤凰城足球俱乐部与米尔堡运动比赛俱乐部的合并过程。前身凤凰城足球俱乐部曾加冕1909年德国冠军，KSC也在1955年和1956年获得了两次德国足协杯冠军。男子成年队曾于2008/09赛季垫底从德甲降级，之后也徘徊于德乙联赛德丙联赛之间，在2018/2019赛季后，球队从德丙联赛成功升入2019/2020赛季德乙联赛。成年女子队目前在巴登符腾堡州甲级联赛参赛，而U19及U17青年队则一直稳定在德国青年甲级联赛的顶级联赛中。
在Karlsruher SC合并成立前后，共有12名球员披上了德国国家队战袍上阵。在为卡尔斯鲁厄体育俱乐部效力前就已经入选过国家队的球员有（包括Cieslarczyk汉斯·切斯拉尔奇克，Kargus鲁道夫·卡古斯，Marx约瑟夫·马克思，Rolff沃尔夫冈·罗尔夫，Buchwald吉多·布赫瓦尔德）或因在队表现优异进入国家队的球员有（世界知名門將Oliver Kahn奥利弗·卡恩，攻擊中場Mehmet Scholl梅赫梅特·绍尔，中場指揮官Thomas Hässler托马斯·哈斯勒，后卫Jens Nowotny延斯·诺沃特尼，中场球员马尔科·恩格尔哈特和Clemens Fritz克莱门斯·弗里茨）。
当Winfried Schäfer温弗里德·舍费尔在1986年夏天执掌KSC之后，俱乐部在合并后的34年里经历了24任教练。到目前为止，教练平均为俱乐部工作了约17个月，Schäfer的12年任期，是德国职业足球史上最长的一次，也是KSC近期俱乐部历史上最成功的时期。总而言之，迄今为止，已有37名不同的教练负责卡尔斯鲁厄的男子成年队伍，其中只有15人度过了完整的赛季。
此外，KSC还设有一个田径运动部门（成立于1922年），一个拳击部门（成立于1959年）和一个休闲体育运动部门（健身运动，飞镖），但它们在俱乐部中的存在感并不高。虽然前几十年这些附属部门培养出过成功的运动员，但除了20世纪90年代KSC拳击手Sven Ottke和运动员海克·德雷克斯勒之外，21世纪以来运动员仅在区域性竞赛中有所斩获。

## 历史
1952年，随着卡尔斯鲁厄凤凰足球队（KFC Phönix）与米尔堡足球队（VfB Mühlburg）的合并，足球成为卡尔斯鲁厄队主要的项目：现在除在德乙的男子成年队外，U19和U17青年队均在德国青年甲级联赛比赛，女子队也在地区联赛进行比赛。卡尔斯鲁厄队其前身卡尔斯鲁厄凤凰队曾是1909年的德国冠军，合并之后于1955年和1956年两度夺得过德国足协杯。
卡尔斯鲁厄体育俱乐部的主球場是苑囿体育场（Wildparkstadion），而球隊曾在1990年代的歐洲足協盃打進半決賽，後來因眾多球星流失（大部份都轉入拜仁慕尼黑），以致面臨降班的厄運。但球隊漸見起色，2006/07年賽季在德乙中排名第一而晉级德甲。

## 主場球場
苑囿体育场（Wildparkstadion，直譯為「野生动物园体育场」）是位於德國卡尔斯鲁厄的足球運動場，為德甲球隊卡尔斯鲁厄体育俱乐部的主場球場。球場座落卡尔斯鲁厄城堡（Schloss）東北面，球場的名字來自所在地是巴登大公爵（Großherzogtum Baden）的狩獵場（Wildpark）一部分。自1922年開始已有足球賽在這裡舉行，正式的球場始建於1955年，及後經歷數次重大重修（1978年、1986年及1991-93年）。初時容量達50,000座位，隨著法例的改變，可容32,306名觀眾，现在球场处于原址上边拆除边新建阶段，19/20赛季改造期间能容纳15330名观众，预计2022年新球场完工。

## 球会荣誉
卡尔斯鲁厄体育俱乐部取得最大的成功是于1955及1956年两次获得德国杯冠军，而其前身卡尔斯鲁厄凤凰队曾于1909年获得德国冠军。

### 锦标赛
- 德国锦标赛 冠军: 1909年（卡尔斯鲁厄凤凰队）
- 德国锦标赛 亚军: 1956年
- 德国足球南部锦标赛 冠军：1909年、1956年、1958年、1960年、1975年
- 德乙联赛 冠军: 1975年、1984年、2007年
- 德丙联赛 冠军: 2013年
- 地区联赛南部赛区 冠军: 1969年、2001年

### 杯赛
- : 1993-94年（四強）、1996-97年（八强）、1997-98年（八强）
- 冠军: 1996年
- 德国足协杯 冠軍: 1955年、1956年
- 德国足协杯 亞軍: 1960年、1996年
- 德国足协室内杯 冠军: 1995年
- 巴登杯 冠军：1991年、1994年、1996年、2000年、2013年、2018年、2019年

## 著名球员
- （Thomas Haessler）
- （Michael Tarnat）
- 舒斯達（Dirk Schuster）
- 芬克（Thorsten Fink）
- （Oliver Kahn）
- （Mehmet Scholl）
- （Jens Nowotny）
- （Slaven Bilić）